# Johann Wilhelm Hittorf
Johann Wilhelm Hittorf (ur. 27 marca 1824 w Bonn, zm. 28 listopada 1914 w Münster) – niemiecki fizyk i chemik.

## Życiorys
W latach 1847–1889 profesor chemii i fizyki na uniwersytecie w Münster. Kontynuował prace Michaela Faradaya dotyczące elektrolizy, przewodnictwa elektrycznego, elektrolitów, wędrówki jonów i zjawisk elektrycznych w gazach. Badał wyładowania elektryczne w gazach rozrzedzonych i jako jeden z pierwszych podał właściwości promieni katodowych. W roku 1853 wprowadził pojęcie liczby przenoszenia jonów – tzw. liczby Hittorfa. W roku 1865 odkrył fioletową odmianę fosforu (znaną obecnie także jako fioletowy fosfor Hittorfa). W 1869 stwierdził, że promienie katodowe odchylają się w polu magnetycznym. W 1897 odznaczony został Pour le Mérite za Naukę i Sztukę.